# 바우브지흐
바우브지흐(폴란드어: Wałbrzych)는 폴란드 돌니실롱스크주의 남부에 있는 도시로 돌니실롱스크주의 주도인 브로츠와프로부터 70km, 체코와의 국경에서 10km 떨어져 있다. 면적은 84.7km2며 인구는 2020년 기준으로, 112,600명(인구밀도는 1439.4명)이다. 1975년부터 1998년까지 바우브치히주의 주도였다.

## 역사
법학자이자 역사학자인 에프라힘 이그나티우스 나소(Ephraim Ignatius Naso)는 1667년 브로츠와프가 1191년에 작은 마을로 존재했다고 했으나 독일 제국의 출판물과 독일의 역사학자인 후고 베체르카(Hugo Weczerka) 등이 이 주장에 반대했다. 맨 처음 이 도시는 숲의 성이란 뜻의 라소그루트 (Lasogród)라는 이름으로 시작됐는데 그 때 지역 주민들은 사냥, 양봉, 농사등에 고용됐다. 방어용으로 세워진 요새 때문에 발전이 늦춰졌는데 요새는 19세기 도시를 팽창하면서 허물어졌다. 이 지역에 있는 석탄광산으로 인하여 발브치히는 19세기부터 공업이 발달하기 시작했고, 1843년에는 브로츠와프로 가는 철도가 놓였다. 이렇게 발전된 발브치히는 1939년 인구가 65,000명에 이르렀다. 

## 명소

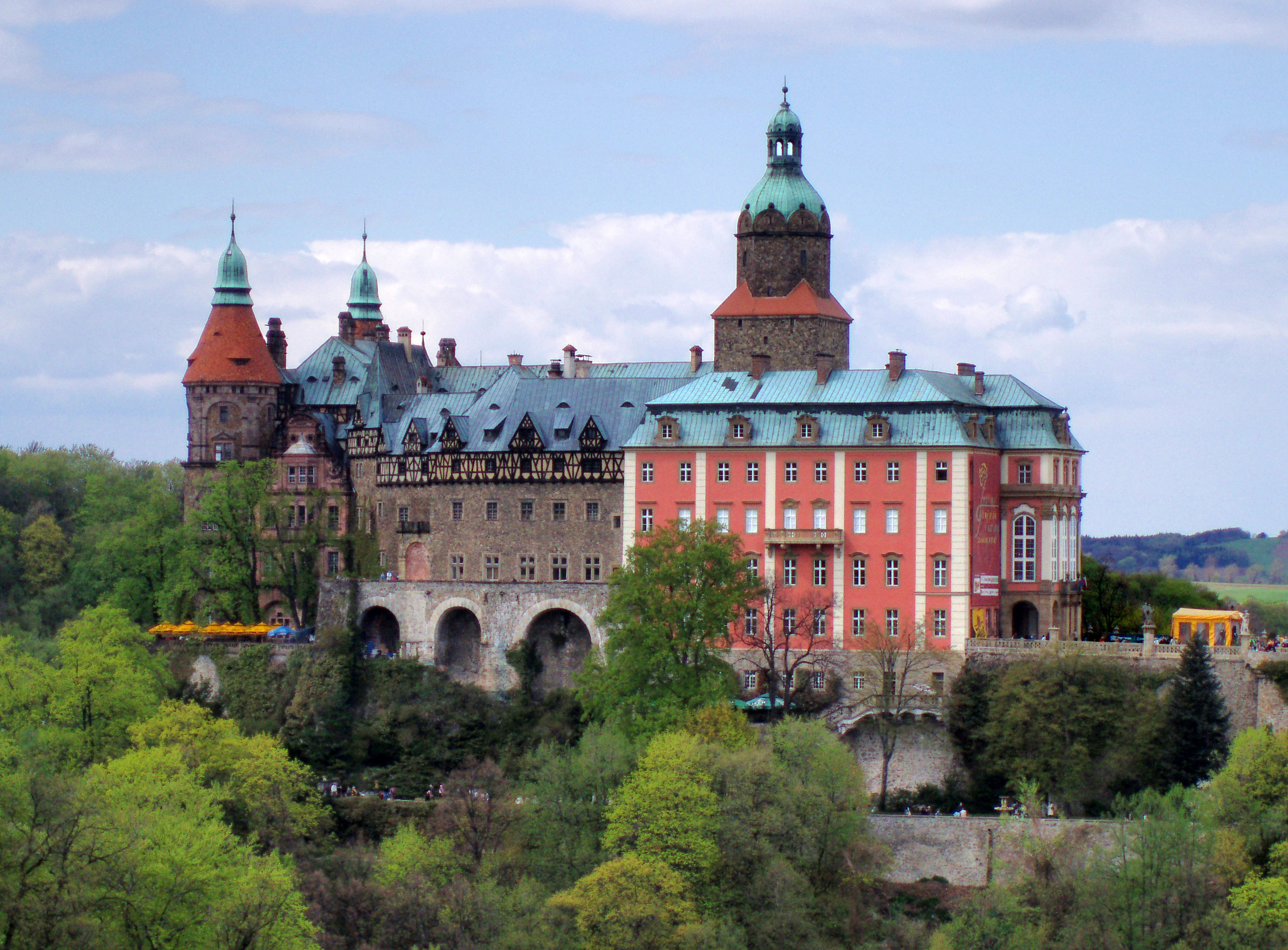
크시옹시 성

- 크시옹시 성-실레지아 지방에서 가장 넓은 성으로 말보로크에 있다.
- 헤우미에츠 산
- 팔미아르니아
- 가게 광장
- 체트리트스 성
- 알베르티 성

## 바우브지흐 출신 유명인
- 클라우스 퇴퍼-독일 정치인
- 게르하르트 멘첼-독일 작가
- 에이브러햄 로빈슨
- 세바스티안 야니코프스키-축구 선수
- 볼프강 멘첼-독일의 시인, 비평가

## 자매도시
- 독일 작센주 프라이베르크 (1991년6월 26일부터)
- 러시아 툴라주 툴라 (1991년9월 30일부터)
- 체코 흐라데츠크랄로베 (1991년11월 6일부터)
- 폴란드 야스타르니아 (1997년5월 9일부터)
- 우크라이나 리비우주 보리슬라우 (2009년2월 27일부터)
- 이탈리아 포자 (1998년1월 14일부터)
- 몰타 그지라 (2000년11월 12일부터)
- 우크라이나 드니프로페트로우스크주 드니프로 (2001년6월 4일부터)
- 프랑스 브르타뉴 반 (2001년10월 2일부터)